# 科内利厄斯·卡什
小科内利厄斯·卡什（英語：Cornelius Cash Jr.，1952年3月3日—），美国NBA联盟前职业篮球运动员。他在1975年的NBA选秀中第2轮第6顺位被密尔沃基雄鹿选中。